# Ø (Disambiguation)
Ø (Disambiguation) è il settimo album degli Underoath, pubblicato nel 2010 dalla Tooth & Nail Records. È altresì il primo album senza Aaron Gillespie alla batteria e alla voce, separatosi dalla band al termine del tour europeo del 2010.

## Tracce
1. In Division – 3:58
2. Catch Myself Catching Myself – 3:29
3. Paper Lung – 4:11
4. Illuminator – 3:09
5. Driftwood – 3:00
6. A Divine Eradication – 3:15
7. Who Will Guard The Guardians? – 3:54
8. Reversal – 1:43
9. Vacant Mouth – 3:53
10. My Deteriorating Incline – 3:34
11. In Completion – 4:19

## Formazione
- Spencer Chamberlain - voce
- Daniel Davison - batteria
- Timothy McTague - chitarra
- James Smith - chitarra
- Grant Brandell - basso
- Christopher Dudley - tastiere